# Laphangium teydeum
Laphangium teydeum là một loài thực vật có hoa trong họ Cúc. Loài này được Wildpret & Greuter mô tả khoa học đầu tiên năm 2003.